# DNK origami
DNK origami je savijanje DNK da bi se kreirali nearbitrarni dvo i trodimenzioni oblici nanoskalnih razmera. Specifičnost interakcija između komplementarnih baznih parova čini DNK korisnim gradivnim materijalom. Ovaj proces je razvio Pol Rotemund sa Kalifornijskog tehnološkog instituta. Proces se sastoji od savijanja dugačkog viralnog jednolančanog DNK pomoću višestrukih manjih pomoćnih lanaca. Kraći lanci se vezuju za duži lanac na raznim mestima, čime se proizvodi niz različitih oblika.